# Dance My Generation
「Dance My Generation」（ダンス マイ ジェネレーション）は、ゴールデンボンバーの13枚目のシングル。2013年1月1日にスクーデリア・ユークリッド（Zany Zapレーベル）から発売された。
表題曲は「1年2ヶ月ぶりの"女々しくない"ニューシングル発売決定！平成にバブルよ再び！」をキャッチフレーズとしている。編曲には小室哲哉の弟子筋である浅倉大介を起用して、バブル時代を彷彿とさせる1980年代ユーロビート調のゴージャスでダンサブルなナンバーになっている。歌詞は、言葉遣いにバブル時代の華やかさを感じさせる一方、女性の前で見栄を張りながら実生活はどこかうら寂しいという「女々しさ」も感じさせるものになっている。

## 概要
- ゴールデンボンバー名義では「酔わせてモヒート」から約1年2か月ぶりのリリース。
- 初回限定盤A・B、通常盤の3形態で発売された。
  - 初回限定盤A - 「平成にバブルよ再び」をコンセプトとしていることから、1990年代当時の主流だった8cmシングル仕様になっている。表題曲とそのデモバージョン、インストゥルメンタル[2]、またステッカーが4種類の内ランダムに封入されている[4]。
  - 初回限定盤B - 12cmCD仕様。表題曲のほかカップリングに「煙草」「ウジ虫」が収められる[2]。さらに表題曲ビデオクリップの1989バージョン、撮影オフショットを収録したDVD[2]、12ページのブックレットが同梱される[5]。
  - 通常盤 - CD EXTRAが収録されており、表題曲のPVが収録されている[2]。また通常盤のみ、表題曲とカップリング曲のインストゥルメンタルが収録され[2]、カード式ジャケット4枚が封入される[5]。
- 1月14日付のオリコン週間シングルチャートで1位となり、自身初のオリコン週間1位を獲得した[6]。インディーズでのオリコン週間1位獲得は2003年のMONGOL800「ヨロコビノウタ」以来9年1ヶ月振りで[6]、初登場1位は史上初の快挙となり[6]、同時に8cmシングルでのオリコン1位獲得も達成した。

## 収録内容

### 通常盤
| 全作詞・作曲: 鬼龍院翔。 |                                               |           |            |                     |      |
| #                        | タイトル                                      | 作詞      | 作曲・編曲 | 編曲                | 時間 |
| 1.                       | 「Dance My Generation」                       | 鬼龍院翔  | 鬼龍院翔   | 浅倉大介 & 鬼龍院翔 | 4:13 |
| 2.                       | 「煙草」                                      | 鬼龍院翔  | 鬼龍院翔   | tatsuo & 鬼龍院翔   | 3:55 |
| 3.                       | 「ウジ虫」                                    | 鬼龍院翔  | 鬼龍院翔   | tatsuo & 鬼龍院翔   | 4:17 |
| 4.                       | 「Dance My Generation」(オリジナル・カラオケ) | 鬼龍院翔  | 鬼龍院翔   | 浅倉大介 & 鬼龍院翔 | 4:13 |
| 5.                       | 「煙草」(オリジナル・カラオケ)                | 鬼龍院翔  | 鬼龍院翔   | tatsuo & 鬼龍院翔   | 3:55 |
| 6.                       | 「ウジ虫」(オリジナル・カラオケ)              | 鬼龍院翔  | 鬼龍院翔   | tatsuo & 鬼龍院翔   | 4:17 |
| 合計時間:                | 合計時間:                                     | 合計時間: | 24:50      |                     |      |

| #  | タイトル                      | 作詞 | 作曲・編曲 |
| -- | ----------------------------- | ---- | ---------- |
| 1. | 「「Dance My Generation」PV」 |      |            |

### 初回限定盤A
| 全作詞・作曲: 鬼龍院翔、全編曲: 浅倉大介 & 鬼龍院翔。 |                                               |          |            |      |
| #                                                     | タイトル                                      | 作詞     | 作曲・編曲 | 時間 |
| 1.                                                    | 「Dance My Generation」                       | 鬼龍院翔 | 鬼龍院翔   | 4:13 |
| 2.                                                    | 「Dance My Generation」(DEMO ver.)            | 鬼龍院翔 | 鬼龍院翔   | 3:59 |
| 3.                                                    | 「Dance My Generation」(オリジナル・カラオケ) | 鬼龍院翔 | 鬼龍院翔   | 4:13 |
| 合計時間:                                             | 合計時間:                                     | 12:25    |            |      |

### 初回限定盤B
| 全作詞・作曲: 鬼龍院翔。 |                         |           |            |                     |      |
| #                        | タイトル                | 作詞      | 作曲・編曲 | 編曲                | 時間 |
| 1.                       | 「Dance My Generation」 | 鬼龍院翔  | 鬼龍院翔   | 浅倉大介 & 鬼龍院翔 | 4:13 |
| 2.                       | 「煙草」                | 鬼龍院翔  | 鬼龍院翔   | tatsuo & 鬼龍院翔   | 3:55 |
| 3.                       | 「ウジ虫」              | 鬼龍院翔  | 鬼龍院翔   | tatsuo & 鬼龍院翔   | 4:17 |
| 合計時間:                | 合計時間:               | 合計時間: | 12:25      |                     |      |

| #  | タイトル                             | 作詞 | 作曲・編曲 |
| -- | ------------------------------------ | ---- | ---------- |
| 1. | 「「Dance My Generation」PV (1989)」 |      |            |
| 2. | 「PVジャケット撮影オフショット」     |      |            |

## 楽曲解説
1. Dance My Generation
ゴールデンボンバーの編曲に初めて浅倉大介が携わっている。PVには、山田邦子が出演している。
2. 煙草
2012年の全国ツアーで初披露された曲。

## ミュージックビデオ
表題曲のミュージックビデオは、メンバー4人がバブル時代風の派手なスーツに身を固めてディスコを訪れ、山田邦子が扮するマドンナ（サンドリヨン）を見初めて懸命に踊りをアピールするが、結局フラれてしまい、最後には天井のミラーボールが爆発して折角の衣装もボロボロになってしまうというギャグ仕立てになっている。メンバーの衣装やメイクはもとより、そのダンスも1980年代風の、TM NETWORKの宇都宮隆を思わせるものになっている。